# Parque Lumphini

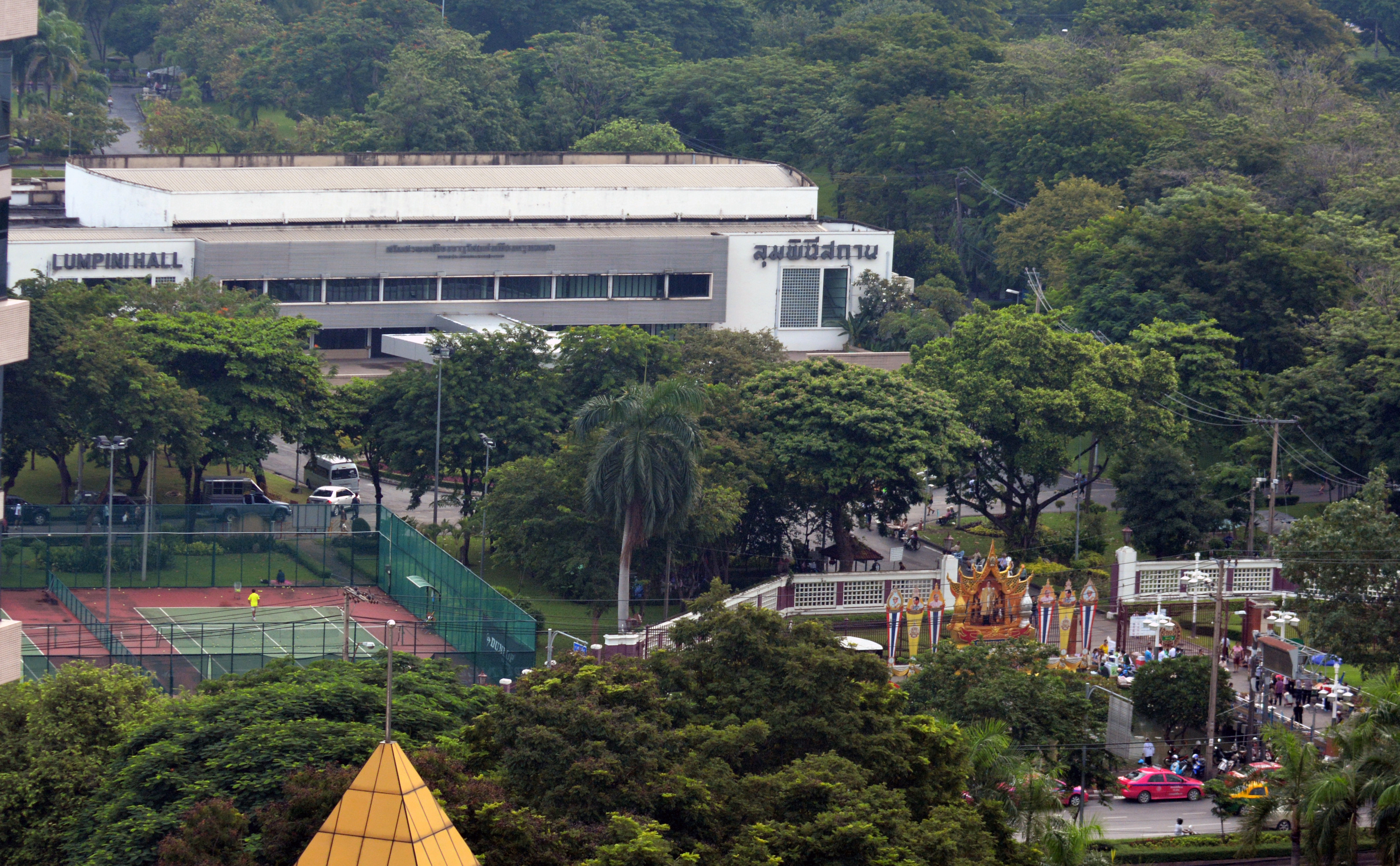
Salão Lumphini

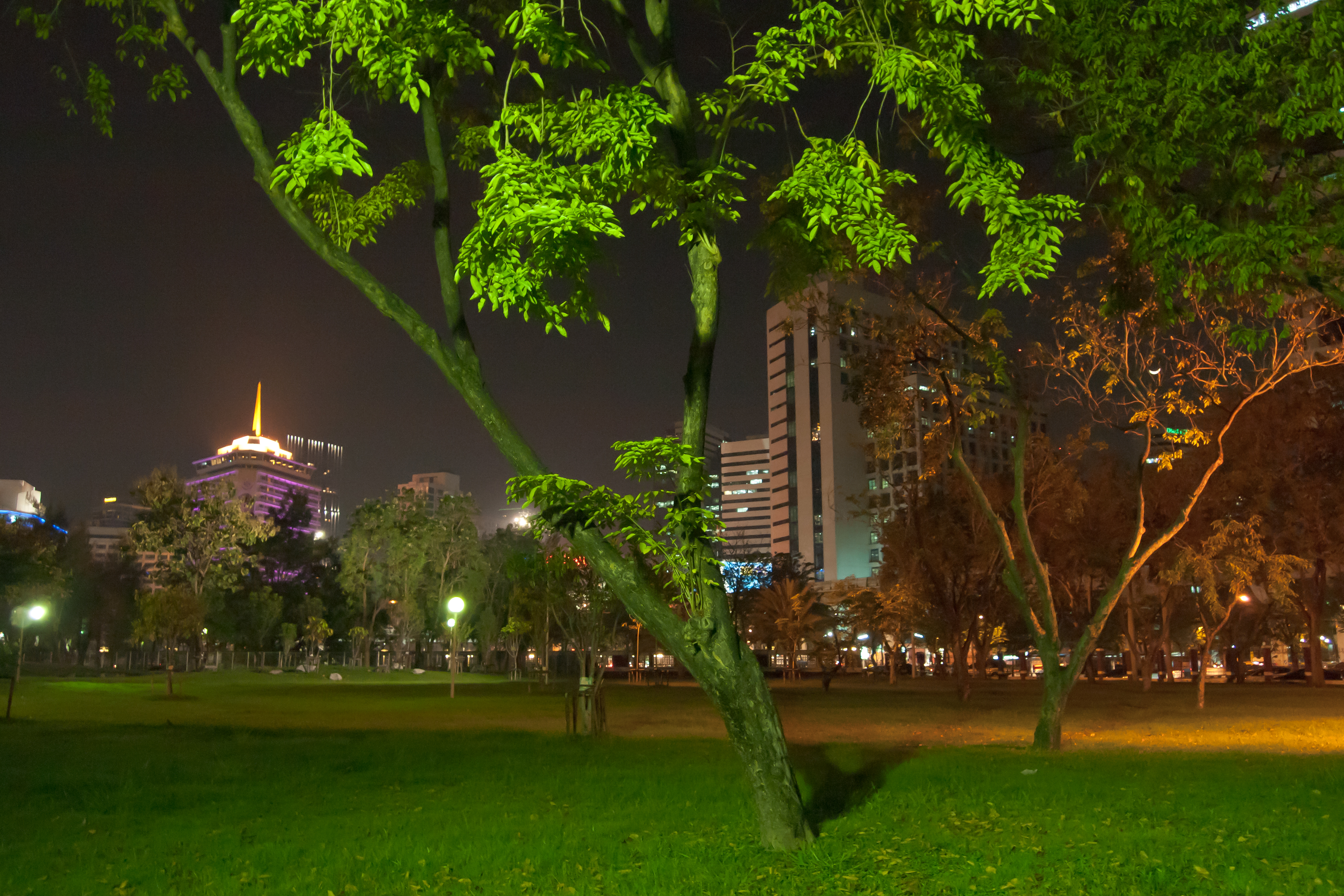
Parque Lumphini a noite

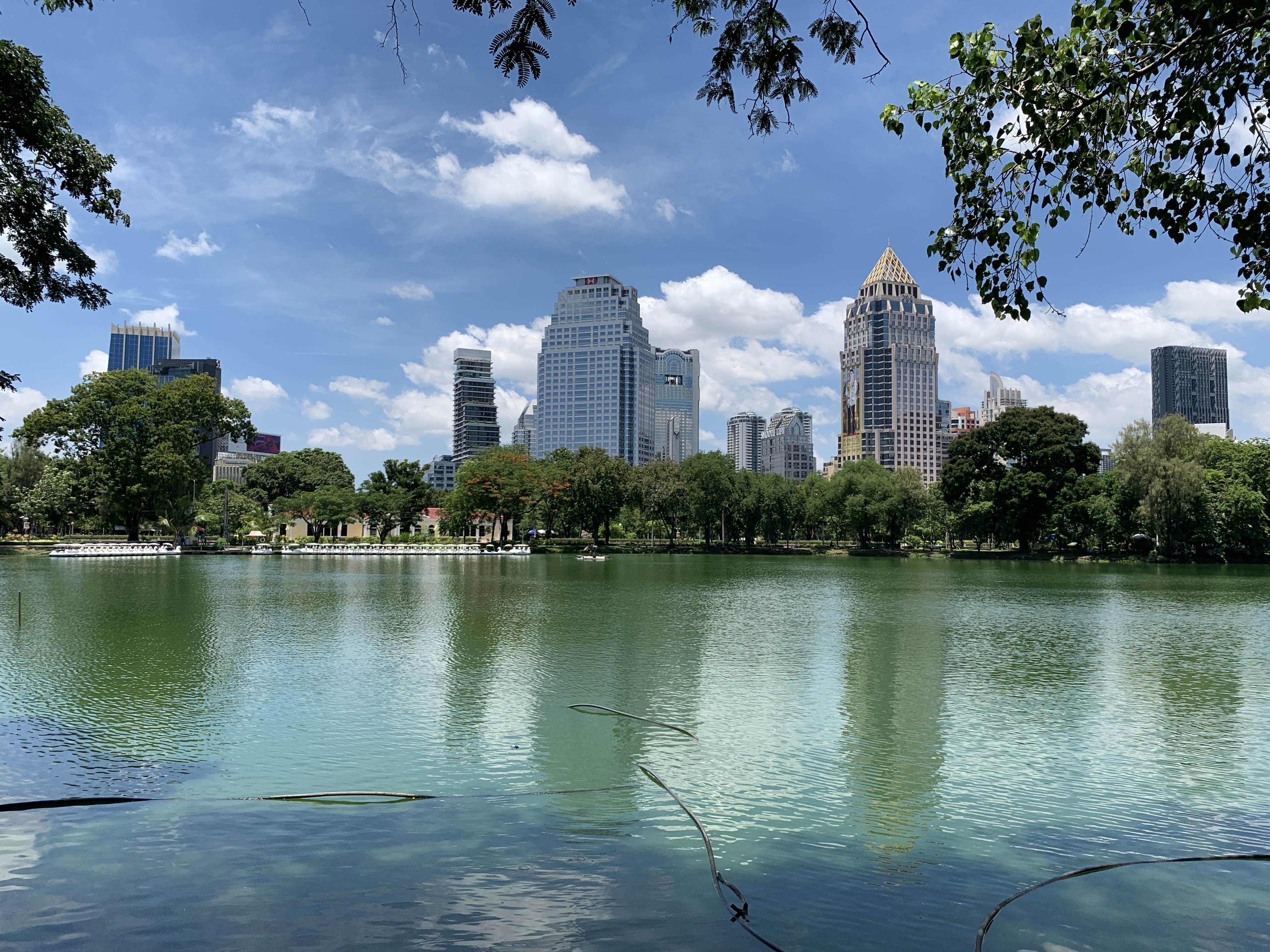
Vista para os distritos de Silom-Sathorn

O Parque Lumphini (em tailandês: สวนลุมพินี, Suan Lumphini), também chamado de Lumpini ou Lumpinee, é um parque público localizado em Banguecoque, na Tailândia. O parque contém um lago artificial onde os visitantes podem alugar barcos. As trilhas ao redor do parque, com aproximadamente 2,5 km de extensão, são uma área popular para caminhadas. Oficialmente, o ciclismo só é permitido durante o dia, entre 10h e 15h. É proibido fumar em todo o parque. Cães não são permitidos, exceto cães-guia certificados. O Parque Lumphini é considerado o primeiro parque público de Banguecoque e do país.

## História
O terreno onde atualmente foi inaugurado o parque, anteriormente conhecido como Thung Sala Daeng ('Campo de Sala Daeng'), era propriedade privada do Rei Rama VI . Em 1925, o rei doou a terra à nação para ser usada como um campo de feiras. A Feira Comercial Siamrat Phiphitthaphan foi realizada no local para promover produtos e produções industriais tailandesas entre tailandeses e estrangeiros. Após a feira, o rei fez um testamento para transformar a terra em um parque público, que recebeu o nome de Lumphini. Recebeu o nome de Lumbini, o local de nascimento do Buda no Nepal, devido à sua prosperidade, embora sua localização naquela época fosse considerada a periferia da cidade. Na Segunda Guerra Mundial, o parque foi um acampamento do exército japonês. Na entrada em frente ao parque, o monumento real do rei foi construído para seu memorial. Dentro do parque, há uma torre do relógio de estrutura em estilo chinês construída em 1925, uma biblioteca pública, um aquário público, um playground, um campo esportivo e uma grande piscina.
Atualmente, o parque tem sido usado como local de encontros para reuniões políticas de direita. Em 2006, a Aliança Popular pela Democracia (PAD) protestou contra o primeiro-ministro Thaksin Shinawatra. Entre 2013-2014, o parque se tornou um dos principais locais de protesto do Comitê de Reforma Democrática do Povo (PDRC) contra a primeira-ministra Yingluck Shinawatra.

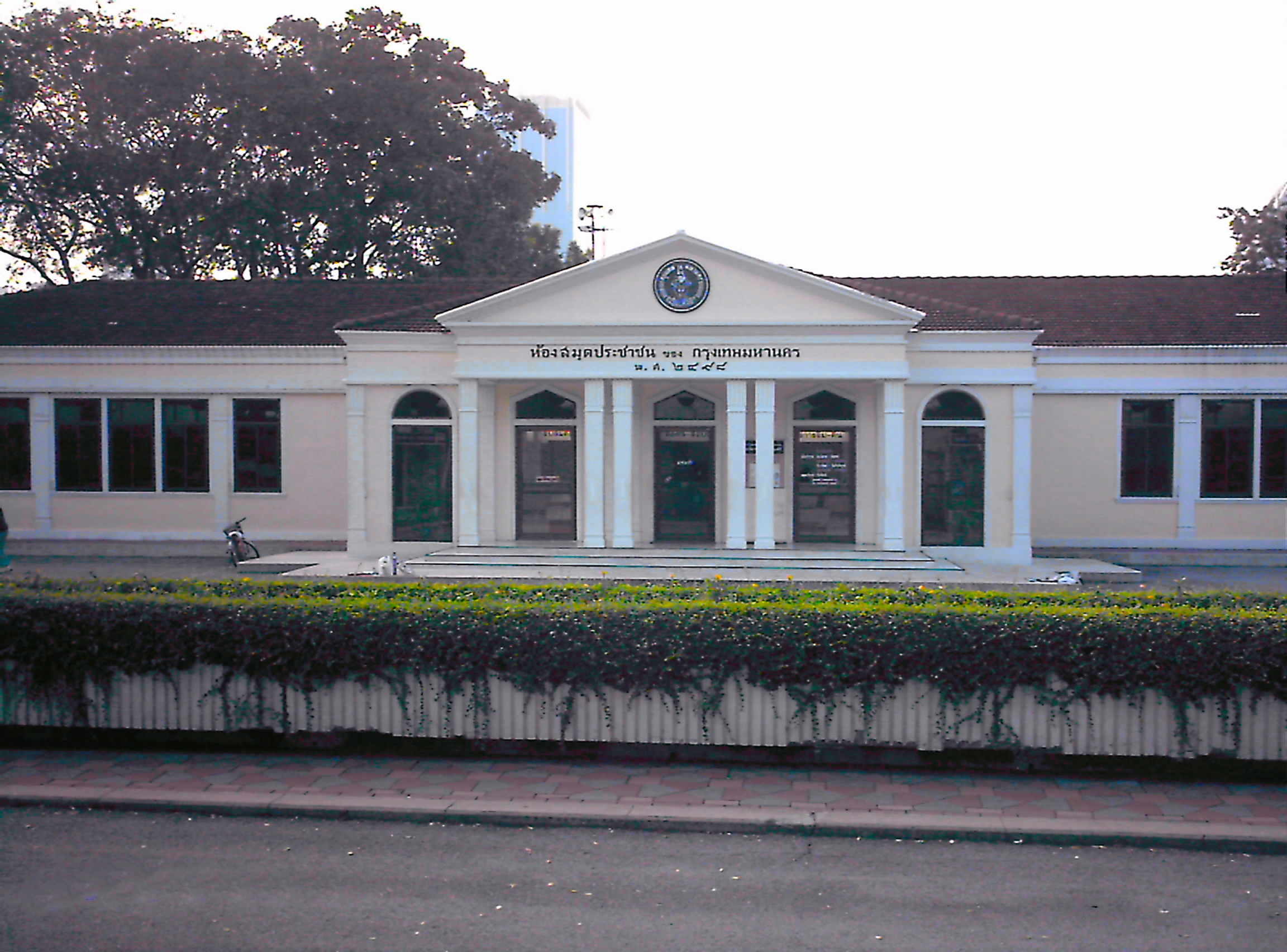
Biblioteca

## Pontos de interesse
O Parque Lumphini é um parque multiuso. Muitas atividades são oferecidas aos cidadãos e turistas.

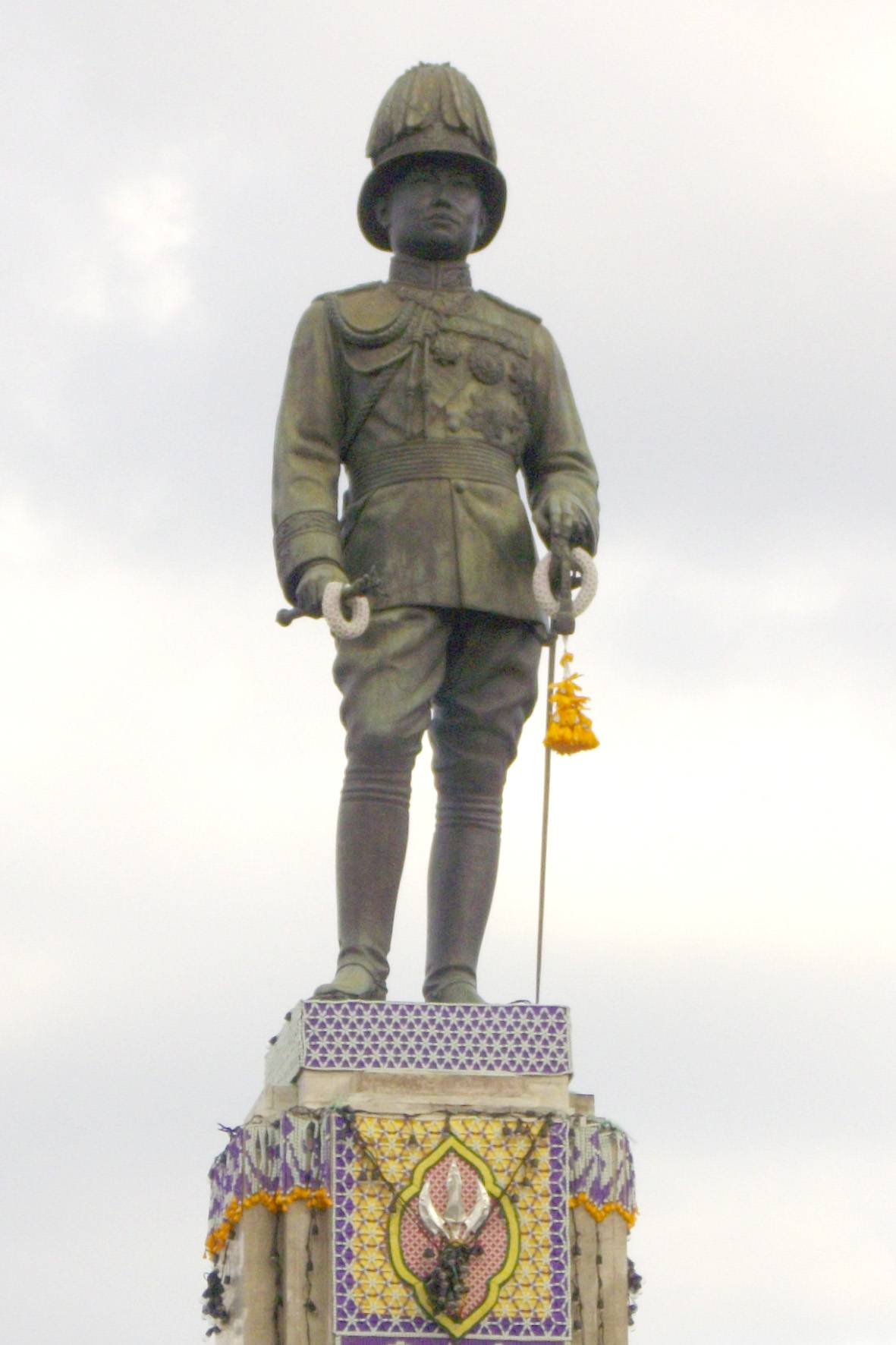
Estátua de Rama VI

- Estátua de Rama VI (em tailandês: พระบรมรูปรัชกาลที่6) - A estátua do Rei Vajiravudh (Rama VI) foi construída em 1942 para comemorar a construção do parque.
- Observação de pássaros - O Parque Lumphini é uma rica fonte de alimento natural e tem grandes árvores, por isso se tornou o lar de mais de 30 espécies de pássaros. Instruções de observação de pássaros estão disponíveis no Parque Lumphini todos os anos.
- Smiling Sun Ground (em tailandês: ลานตะวันยิ้ม) - Smiling Sun Ground é um lugar para atividades para pessoas com deficiência. É repleto de recursos e estacionamentos especiais para deficientes, além de playgrounds para crianças.
- Clube para idosos (em tailandês: สโมสรพลเมืองอาวุโสแห่งเมืองกรุงเทพฯ) - O Bangkok Elder Citizens Club é um lugar para idosos se comunicarem, relaxarem, se exercitarem e treinarem.
- Lar da Esperança (em tailandês: ศูนย์สร้างโอกาสเด็กสวนลุมพินี) - Um refúgio para crianças desabrigadas. Eles fornecem informações, conselhos e educação para ajudar crianças desabrigadas.
- Escola de Aprendizes BMA (em tailandês: ศูนย์ฝึกอาชีพกรุงเทพมหานคร) - Oferece treinamento em diversas funções, incluindo informática, culinária, alfaiataria e maquiagem facial.
- Biblioteca Lumphini (em tailandês: ห้องสมุดประชาชนสวนลุมพินี) - A Biblioteca do Parque Lumphini fornece livros e vídeos. Aberto das 08:00 às 20:00, de terça a domingo.
- Centro juvenil (em em tailandês: ศูนย์เยาวชนลุมพินี ศูนย์เยาวชนลุมพินี ) - Oferece atividades esportivas e equipamentos esportivos para os associados. Atividades esportivas, incluindo futebol, natação, basquete e dança. De segunda a sexta-feira, o horário de funcionamento é das 18:00 às 20:00. Nos fins de semana, o horário de funcionamento é das 10:00 às 18:00.
- Lago Lumphini - É possível alugar pedalinhos no lago por 40 bahts. Na década de 1960, no meio do lago ficava o antigo restaurante flutuante chamado Kinnari Nava, ou Península em inglês. Era um edifício distinto onde o arco no topo do kinnari (metade mulher, metade pássaro) estava sem camisa. Foi fechado devido a um incêndio.[5]
- Festival de Música - Um festival de música ocidental e tailandesa é realizado no parque aos domingos, de janeiro a abril, das 17h30 às 20h.